# Matthäuskirche (Hunteburg)

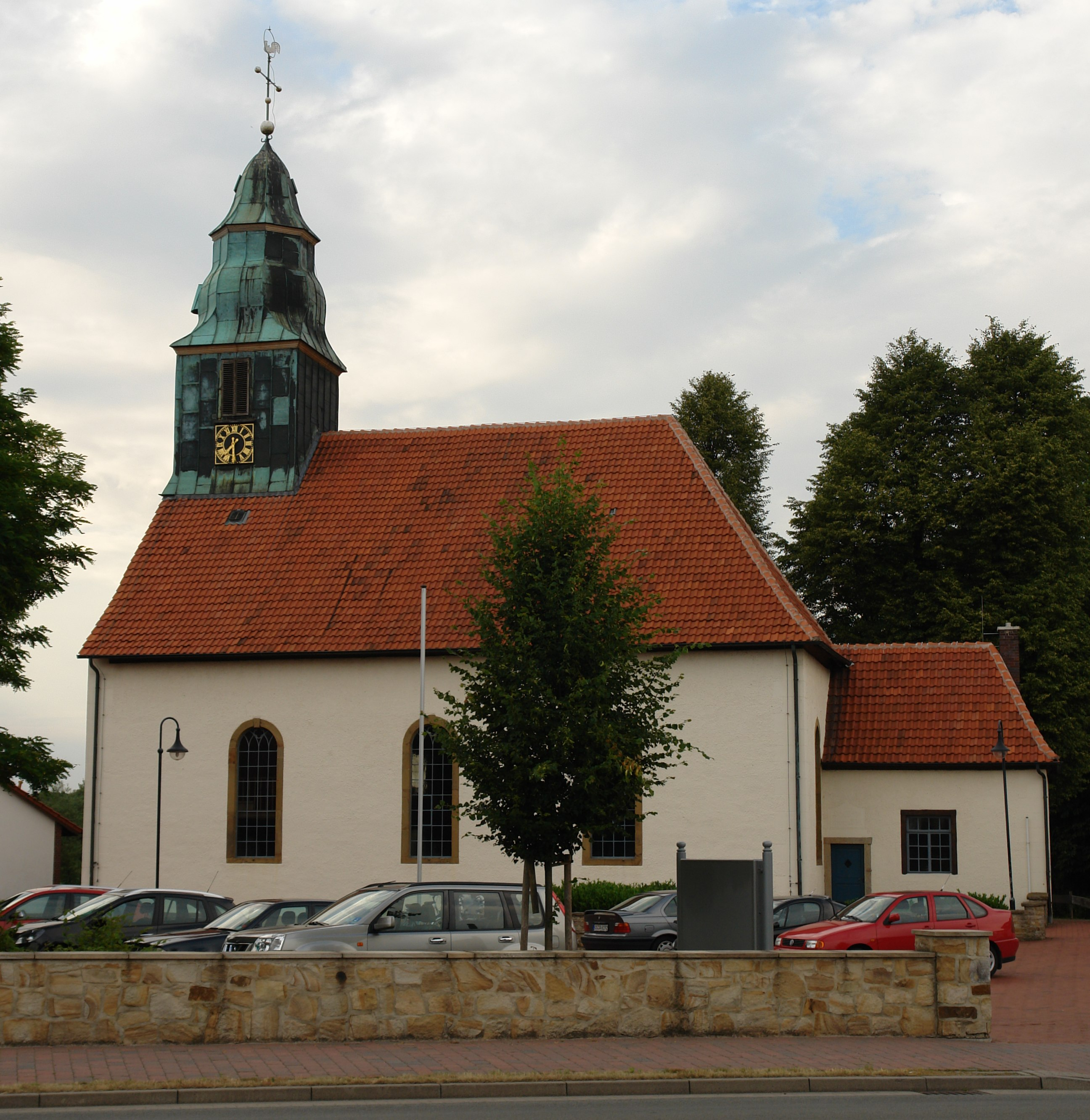

Die Matthäuskirche in Hunteburg, einem Ortsteil der Gemeinde Bohmte im niedersächsischen Landkreis Osnabrück, ist die Kirche der evangelisch-lutherischen Kirchengemeinde, die dem Kirchenkreis Bramsche der Evangelisch-lutherischen Landeskirche Hannovers angehört.
Die heute zu Hunteburg gehörigen Ortschaften Welplage, Schwege und Meyerhöfen gehörten im Mittelalter kirchlich zu Ostercappeln und wurden 1401 zur Kapellengemeinde erhoben. Die nachreformatorische Zugehörigkeit blieb unbeständig. Mehrheitlich war die Bevölkerung aber katholisch. Das Pastorat wurde nach Art. 21 der Capitulatio perpetua ebenfalls den Katholiken zugestanden. Die evangelischen Christen kamen im 17. Jahrhundert zu Dielingen.
Neben dem Kirchenbau stehen ein Pfarr-, ein Gemeindehaus und eine Kindertagesstätte der Kirchengemeinde.

## Kirchenbau

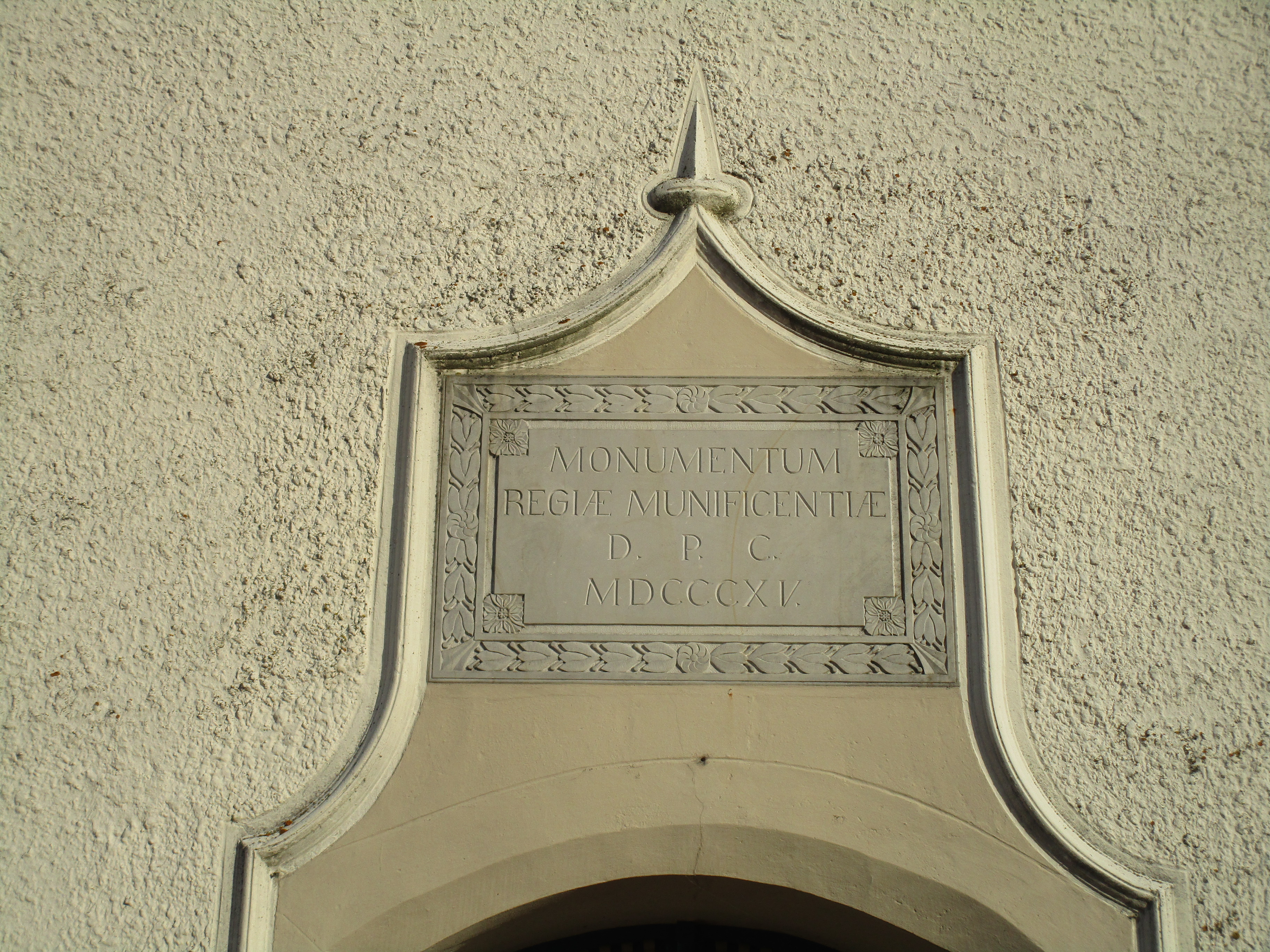
Inschrift über dem Eingang

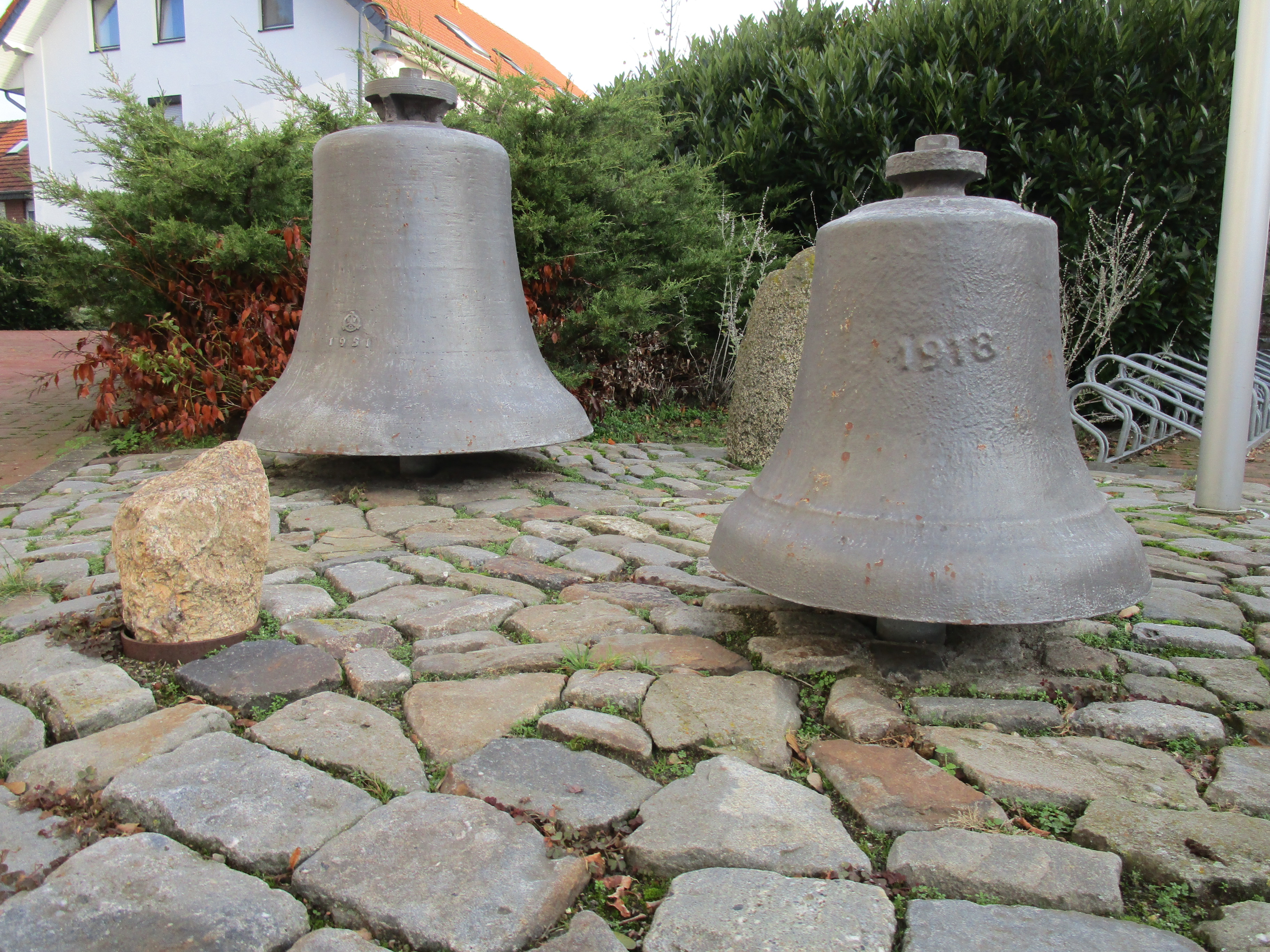
Glocken neben der Kirche

Von 1815 bis 1817 wurde der heutige Bau errichtet. Am 15. April 1815 erfolgte die Grundsteinlegung, und am selben Tag gab es in Hunteburg zum ersten Mal einen evangelischen Gottesdienst. Heinrich Daniel Andreas Sonne gibt in seinem Werk „Beschreibung des Königreichs Hannover“ als Entstehungsjahr fälschlich 1814 an. Am Tag der Grundsteinlegung wurde der erste evangelischer Pfarrer, Bernhard Pagenstecher, in sein Amt eingeführt. Sowohl evangelische als auch katholische Fuhrleute transportierten die für den Kirchbau erforderlichen Steine aus Lemförde heran. Über dem Eingang zur Kirche stehen die Worte „Monumentum regiae munificentiae. D. P. C. MDCCCXV“.
Dieser Bau wurde mit finanzieller Unterstützung des Landesherrn für die Bauerschaften Welplage und Schwege errichtet, der Kirchengemeinde wurden 1897 auch die evangelischen Einwohner der Bauerschaft Meyerhöfen zugeordnet.
1894 bis 1898 amtierte in Hunteburg Pastor Otto Heinrich Nöldeke, ein Neffe des Dichters und Zeichners Wilhelm Busch, der sich wiederholt bei ihm aufhielt.
Der Kirchenbau besteht aus Sandstein und ist eine schlichte Saalkirche mit Sakristeianbau. 1967 und 1973/74 wurden Innenraum, Altar und Kanzel umgestaltet. 1979 erhielt die Kirche den Namen „Matthäuskirche“. Im Jahr 1999 wurde über dem Altar ein Kruzifix aufgehängt.
Die Orgel stammt im Original von Carl Haupt (Ostercappeln) und erhielt nachträgliche Ergänzungsbauten. 1977 erfolgte eine Instandsetzung durch die Orgelbaufirma Detlef Kleuker.
Vier Glocken, darunter eine Stundenglocke, hängen im Turm der Matthäuskirche, die größte von 1990 mit der Aufschrift „Ehre sei Gott in der Höhe“, die mittlere – die Spende eines Gemeindemitglieds – von 2006 mit der Aufschrift „Friede auf Erden“ und die kleinst von 1999 – gestiftet von einer Hunteburger Familie – mit der Aufschrift „Christus ist unser Friede“. Die Stundenglocke von 2006 trägt die Zier „Meine Zeit steht in Deinem Händen“. Alle Glocken entstanden in der hessischen Glockengießerei Rincker in Sinn. Zwei „ausgediente“ Glocken von 1918 und von 1951 stehen auf der Erde neben der Kirche.